# Llista d'espècies de ratpenats de Catalunya
A Catalunya hi ha moltes espècies de ratpenats, totes elles insectívores. Aquesta és una llista de les espècies conegudes al Principat:
- Ratpenat cuallarg europeu (costa mediterrània, sud del Principat, la Noguera i Pallars Jussà)
- Ferradura grossa (tot el Principat)
- Ratpenat de ferradura petit (tot el Principat tret del Ponent i algunes comarques del sud)
- Ratpenat de ferradura mitjà (Camp de Tarragona, extrem sud de l'Àmbit metropolità i sud del Montsià)
- Ratpenat de ferradura mediterrani (tot el Principat tret del Ponent, el nord-oest i algunes comarques del sud)
- Ratpenat de cova de Schreibers (tot el Principat tret dels alts Pirineus)
- Ratpenat orellut meridional (tot el Principat tret del nord-oest i la zona del Ripollès)
- Ratpenat orellut septentrional (nord-oest i part centre-nord de la província de Girona)
- Ratpenat orellut alpí (Plecotus macrobullaris, al Ripollès i a Andorra)
- Ratpenat de bosc (nord-oest i centre-nord del Principat, Lleida)
- Nòctul gegant (nord-oest i centre-nord del Principat)
- Nòctul petit (centre-nord de la província de Girona, Pallars Jussà, Conca de Barberà, Terra Alta, Baix Ebre i Montsià)
- Nòctul gros (Pirineus, oest i sud de la província de Girona i Conca de Barberà)
- Ratpenat bru dels graners (tot el Principat tret dels alts Pirineus, Vall d'Aran)
- Ratapinyada muntanyenca (zona pirinenca, Barcelona, Osona, La Selva, Vallès Oriental, Conca de Barberà, Terra Alta, Baix Ebre i Montsià)
- Ratapinyada pipistrel·la (tot el Principat)
- Ratapinyada de vores clares (tot el Principat tret dels alts Pirineus, Vall d'Aran)
- Ratapinyada falsa (tota la costa mediterrània)
- Ratpenat de peus grossos (tot el Principat tret del nord-oest i el centre-nord)
- Ratpenat d'aigua (en colònies disperses a totes les províncies del Principat)
- Ratpenat de musell agut (tot el Principat tret de parts del Ponent i parts del Pirineu)
- Ratpenat de musell llarg (tot el Principat tret de parts del Ponent, del Pirineu i del sud)
- Ratpenat de Natterer (nord del Principat, centre-est, Terra Alta, Baix Ebre i Montsià)
- Ratpenat de Bechstein (Ripollès i parts d'algunes comarques col·lindants)
- Ratpenat d'orelles dentades (Baixa Cerdanya, centre, est i nord-est del Principat, la Noguera, la Segarra, Terra Alta, Baix Ebre i Montsià)
- Ratpenat de bigotis (extrems nord-oest i nord-est del Principat)
- Ratpenat de bigotis petit (Parc Natural del Montseny, Alta Garrotxa)

## Galeria

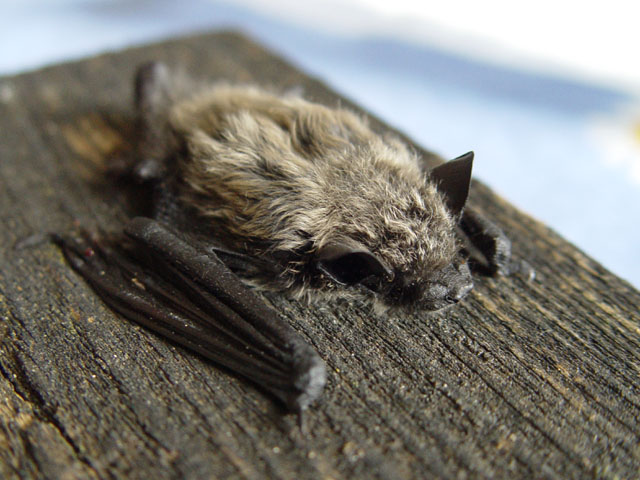
Ratapinyada de vores clares
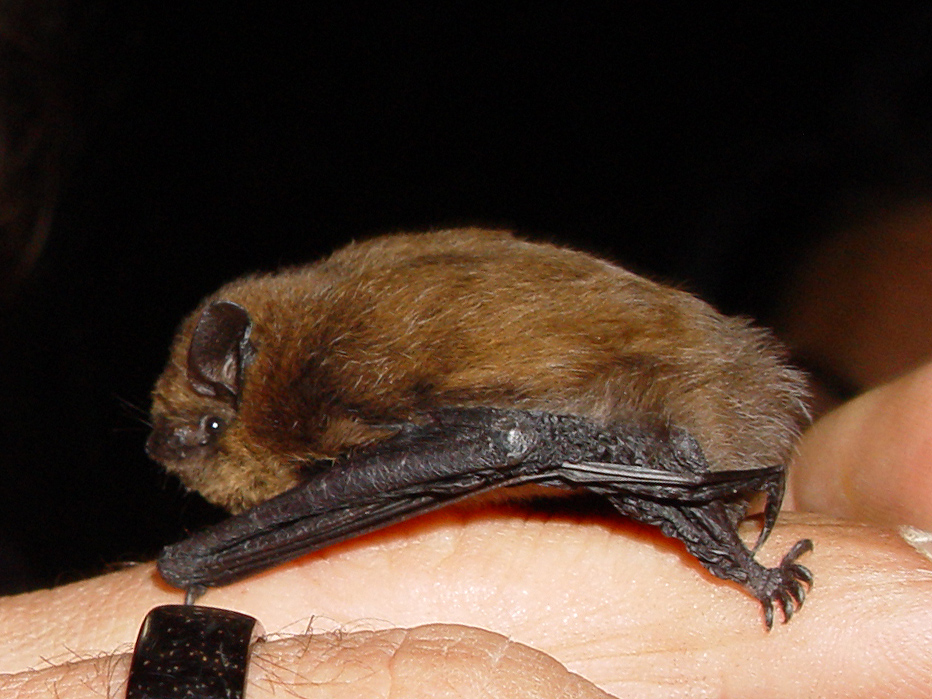
Ratapinyada pipistrel·la
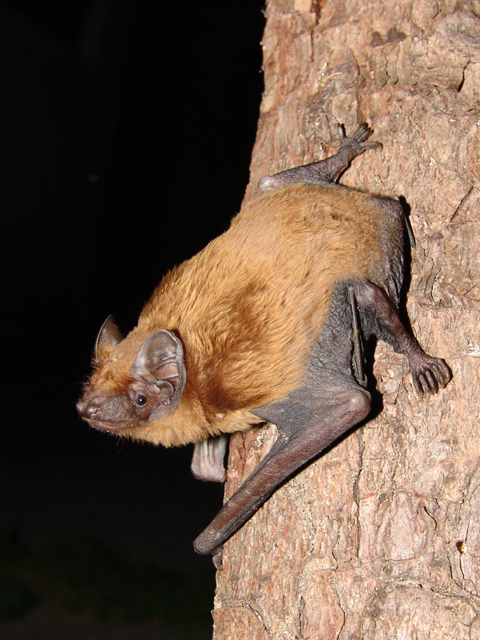
Nòctul gros
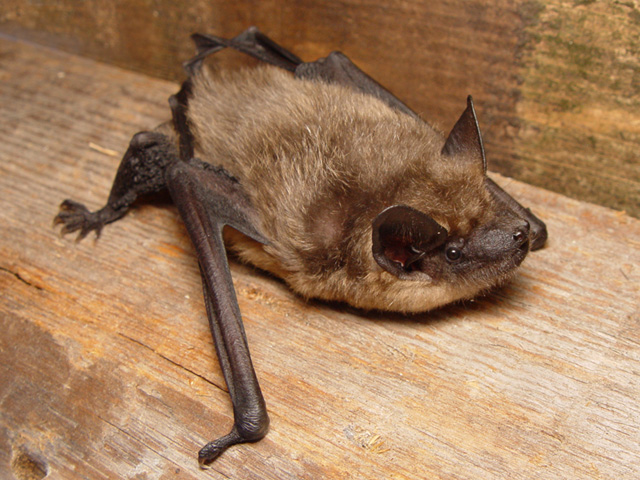
Ratpenat bru dels graners
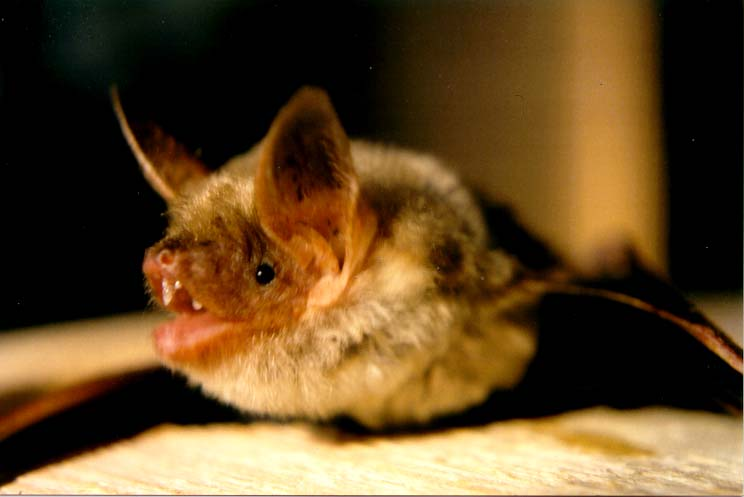
Ratpenat de musell llarg
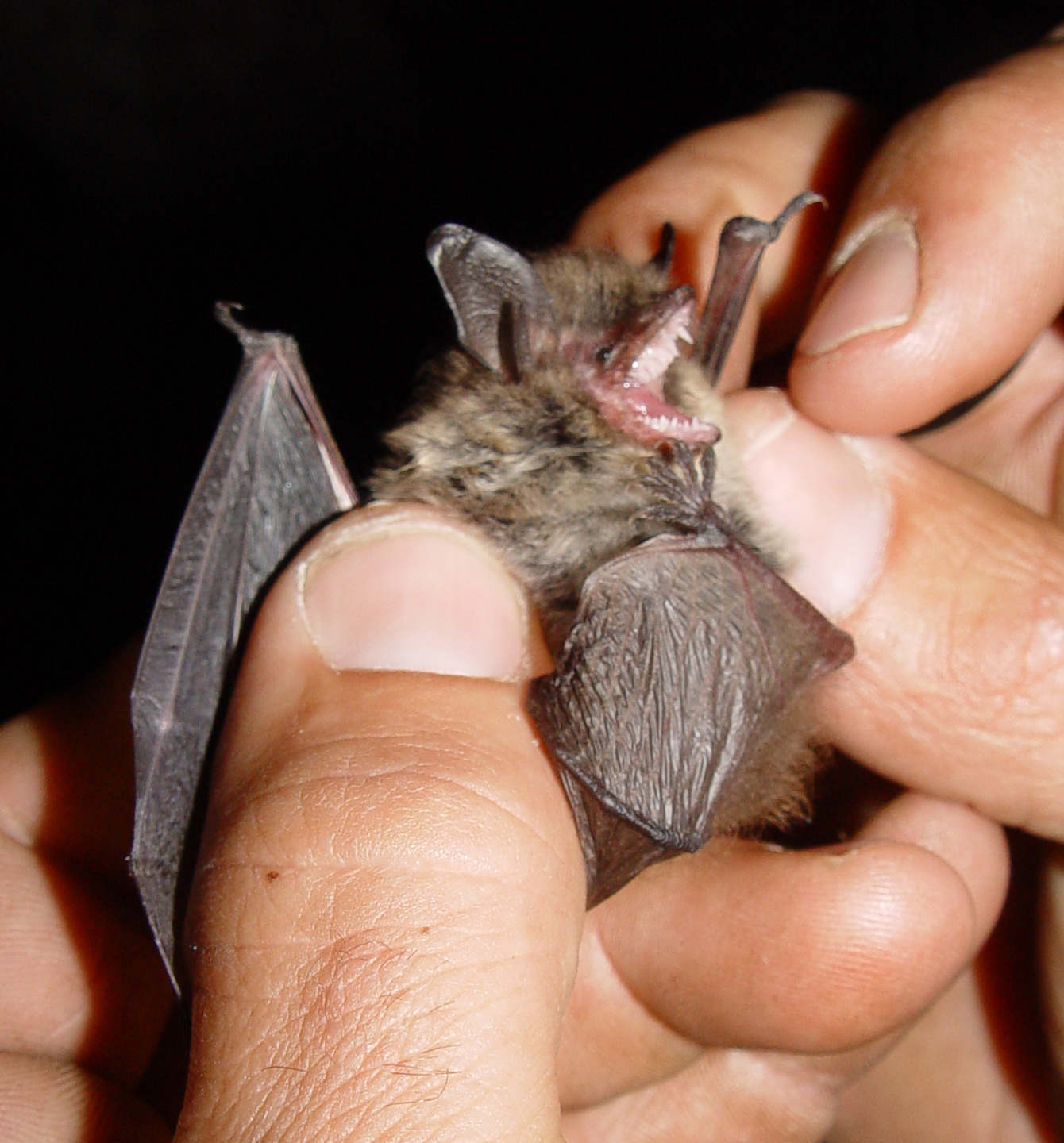
Ratpenat de bigotis
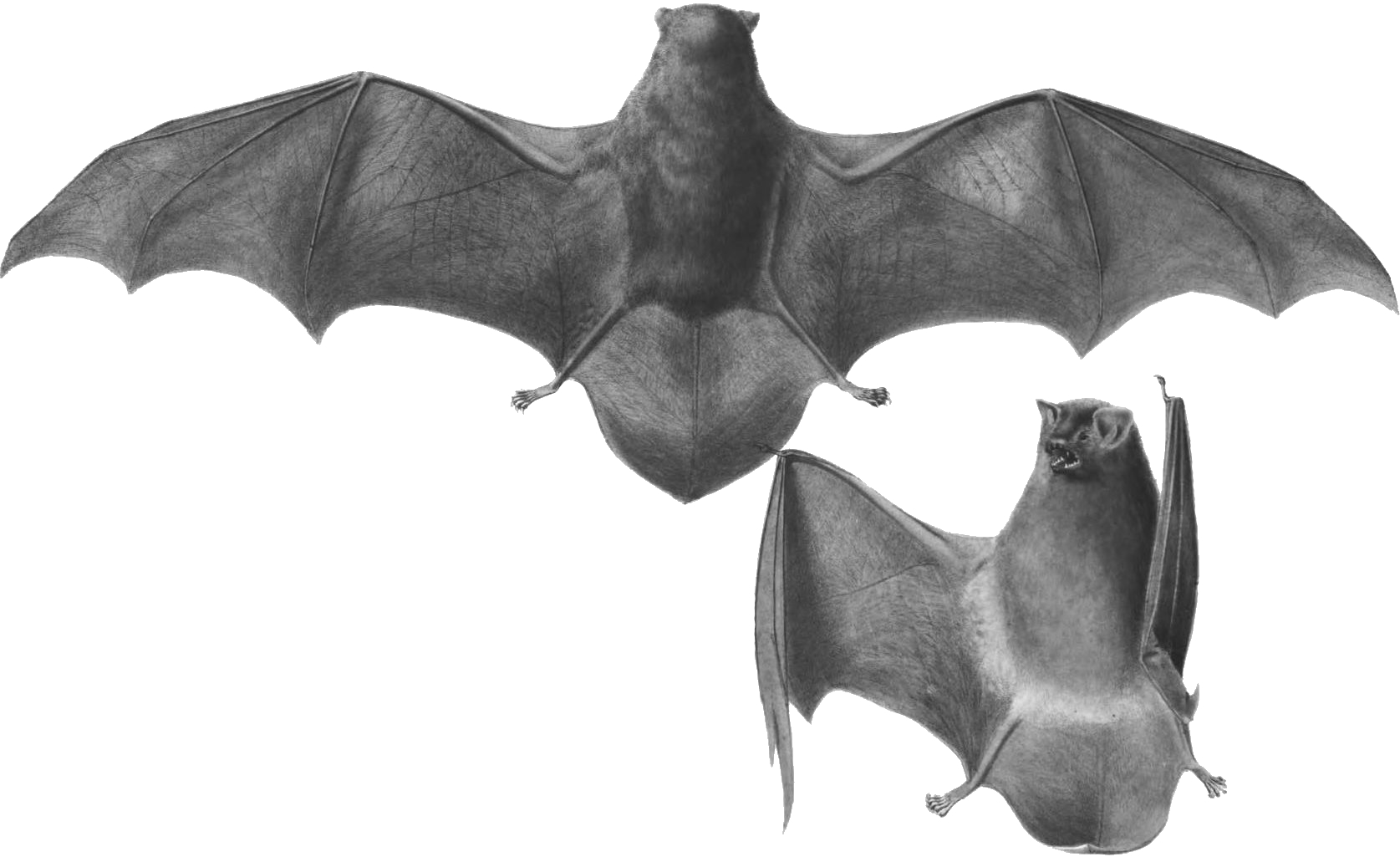
Ratpenat de cova de Schreibers